# Karl Gruber
| Karl Gruber                               | Karl Gruber                               |
| Kattints az alábbi külső linkek egyikére! | Kattints az alábbi külső linkek egyikére! |
| ----------------------------------------- | ----------------------------------------- |
| Nem található szabad kép.(?)              |                                           |
| külső link · jogvédett                    | Képe az Ebay honlapján                    |

Dr. Karl Gruber (Innsbruck, 1909 május 3. – Innsbruck, 1995. február 1.) osztrák villamosmérnök, jogász, politikus, diplomata. 1945-ben rövid ideig Tirol tartományi elöljárója, 1946–1953 között az Osztrák Köztársaság szövetségi külügyminisztere. Az 1946-os párizsi békekonferencián megkötötte Olaszországgal a Gruber–De Gasperi-egyezményt, mely az első lépés volt az elcsatolt dél-tiroli német ajkú lakosság kulturális és nyelvi autonómiájának megvalósítása felé. 1954–1974 között Ausztria nagykövete volt több országban.

## Élete

### Származása, ifjúkora
Innsbruckban született, Peter Gruber és felesége, Maria harmadik gyermekeként, vallástalan családban. Apja az osztrák vasúttársaság mozdonyvezetőjeként dolgozott. Szülei erősen kötődtek a szociáldemokrata politikai mozgalomhoz, anyja az tiroli szociáldemokrata nőmozgalom tisztségviselője volt, apja a vasúti dolgozók szakszervezetében tevékenykedett.
Karl politikai pályáját az 1920-as évek közepén, a cserkészmozgalom (német ajkú) szociáldemokrata megfelelőjében, a Rote Falken („Vörös sólymok”) nevű ifjúsági nevelési és szabadidős mozgalomban, valamint az Osztrák Szociáldemokrata Munkáspárt ifjúsági szervezeteiben kezdte.
1927-ben elvégezte az építőipari főiskolát, villamosmérnöki szakon, majd az innsbrucki posta- és távíró igazgatóságon kezdett dolgozni. Jogásznak tanult, előbb az innsbrucki, majd 1935-től a Bécsi Egyetemen. Bécsi egyetemi évei alatt világnézetet cserélt, átment a keresztény-szociális ideológiai táborba, 1934-ben felvette a katolikus vallást. 1935. március 6-án a bécsi Katolikus Egyetemi Hallgatók Szervezetének (KÖStV Wien) tagja lett.  1936-ban jogi diplomát (Dr. iur.) szerzett. 1935. februárjától a Osztrák Posta- ás Távíróhivatal bécsi igazgatóságán dolgozott. Mellékállásban a Politikai Gazdaságtani Intézetben dolgozott kisegítőként, és tudományos pályára készült.

### Az Anschluss és a háborús évek
1938 márciusában bekövetkezett az Anschluss, Ausztria német megszállása. Grubert elbocsátották a Katolikus Egyetemi Hallgatók Szervezetéből. A Gestapo általi letartóztatást elkerülte, Berlinbe menekült, ahol a második világháború éveiben német hadiipari vállalatoknál (AEG, Telefunken) villamosmérnökként dolgozott. Már a háború alatt kapcsolatba került az illegális német ellenállás csoportjaival. A Rosengarten fedőnevű szervezet vezetője lett, kapcsolatot tartott az „O5” fedőnevű osztrák és a „Kreisauer Kreis” fedőnevű német ellenálló csoporttal. Titkos kapcsolatokat épített ki a nyugati szövetségesekkel.
1945. április 12-én Allen Dulles, az amerikai kémszolgálat zürichi vezetője megbízta Grubert, hogy „Dr. Brand” álnéven, Ludwig Steinerrel (1922–2015) együtt Innsbruckban vegye át a tiroli ellenállási mozgalom vezetését. Gruber visszatért Ausztriába, és vezetése alatt a tiroli ellenállók Innsbruck városában megdöntötték a nemzetiszocialista uralmat, még a szövetségesek bevonulása előtt. Az Osztrák Köztársaság helyreállítása után Grubert kinevezték Tirol ideiglenes tartományi elöljárójává (Landeshauptmann). Innsbruckban megalapította az Osztrák Állam Pártját (Österreichische Staatspartei), mely később betagolódott az Osztrák Néppártba (ÖVP).

### A második Osztrák Köztársaság politikusa
Az 1945-ös szövetségi konferencián Gruber a nyugat-ausztriai tartományok küldötteként jött Bécsbe. 1945. szeptember 26-án Karl Renner ideiglenes kormányában külügyi államtitkári helyet kapott. 1945. december 20. és 1953. november 26. között külügyminiszter volt Leopold Figl kancellár első (1945–1949), második (1949–1952) és harmadik kormányában (1952–1953), valamint Julius Raab első kormányában (1953–1956) is. Első hivatali éveiben igyekezett megoldást találni az 1919-ben Olaszországhoz csatolt Dél-Tirol problémájára. Célját, Dél-Tirol visszatérését vagy teljes önrendelkezését nem érhette el, több részkérdésben azonban sikerült egyezségre jutnia a trentinói származású, kereszténydemokrata Alcide De Gasperi olasz miniszterelnökkel. A párizsi békekonferencia idején, 1946. szeptember 5-én mindketten aláírták az úgynevezett Gruber–De Gasperi-egyezményt, amelyben rögzítették a dél-tiroli és trentinói német ajkú lakosság kulturális autonómiját. Az egyezmény a dél-tiroli autonómiáért folyó küzdelem fontos állomása volt.
A Német Szövetségi Köztársaságtól Gruber visszakövetelte a Salzburg tartományról leválasztott Berchtesgadener Land területét, de sikertelenül. Az 1950-es évek elején tevőlegesen részt vett az osztrák államszerződést előkészítő tárgyalásokban. Következetesen Amerika-barát álláspontot képviselt, jelentős része volt a szerződés szövegezésében.
Erős nyugat-barát beállítottsága konfliktusba sodorta Julius Raab kancellárral. 1953-ban Gruber kiadta emlékiratait, ebben nyilvánosságra hozta Raab párttársának, Julius Figl külügyminiszternek, korábbi kancellárnak addig titokban tartott politikai tárgyalásait Ernst Fischer (1899–1972) korábbi államtitkárral, az Osztrák Kommunista Párt parlamenti képviselőjével. Az ÖVP-n belül kialakult konfliktus következtében Grubert 1953. november 26-án leváltották a külügyminiszterségről és kinevezték Ausztria washingtoni nagykövetévé (1954–1957).
Az 1957 július 29-én megalakult Nemzetközi Atomenergia-ügynökség (IAEA) ugyanezen év októberében Bécsben tartotta első közgyűlését, Karl Gruber elnöksége alatt. A közgyűlés Ausztria számára előnyös döntést hozott arról, hogy állandó székhelyét Bécsben rendezi be.
A következő két évtizedben Gruber több nagyköveti posztot töltött be, 1961–1966 között Madridban, 1966-ban rövid időre az NSZK-ban. Josef Klaus második kormányában (1966–1970) – Ausztria történetének eddig egyetlen, tisztán ÖVP-kormányában – Gruber a szövetségi kancellári hivatal államtitkárának tisztségét töltötte be, 1966. április 19. és 1969. május 13. között. 1969–1972 között ismét nagykövet volt Washingtonban, majd 1972 októberétől 1974 végéig Bernben. 1974. december 31-én, 65 éves korában nyugállományba vonult.
1986-ban az amerikai zsidó civil szervezetek által kirobbantott ún. Waldheim-ügy diplomáciai rendezésének érdekében Grubert rendkívüli és különleges meghatalmazással bíró nagykövetté nevezték ki. Életének utolsó évtizedében szakértőként és szaktanácsadóként tevékenykedett, vezető osztrák politikusok számára. A Bécsi Egyetem jogi karán docensi státusban tanított. Hosszú időn át elnöke volt a bécsi Latin-Amerikai Intézetnek.

### Magánélete, elhunyta
Helga Ahlgrimmet vette feleségül, de gyermekeik nem születtek.
Életének utolsó éveiben az idős Gruber idejének legnagyobb részét andalúziai házában és Bécsben töltötte. 1995. február 1-jén hunyt el Innsbruckban, az itteni Mariahilf temetőben helyezték végső nyugalomra.

## Kitüntetései
- 1954: Az Osztrák Köztársaságért Érdemrend arany fokozata (Großes Goldenes Ehrenzeichen am Bande für Verdienste um die Republik Österreich)[9]
- 1965: A Katolikus Izabelle-rend Nagy keresztje (Orden de Isabel la Católica)
- 1977: Ausztria Felszabadításáért Érdemrend (Ehrenzeichen für Verdienste um die Befreiung Österreichs)[10]
- 1985: a Bécsi Egyetem díszpolgára.

## Művei
- 1946: Politik der Mitte
- 1953: Zwischen Befreiung und Freiheit. Der Sonderfall Österreich
- 1975: Ein politisches Leben. Österreichs Weg zwischen den Diktaturen
- 1988: Meine Partei ist Österreich
- 1992: Wir über Waldheim: Ein Mann, eine Ära, im Urteil der Mitbürger
- 1994: Reden und Dokumente 1945 bis 1993